# Ткаченко Катерина Олександрівна
Катерина Олександрівна Ткаченко (3 травня 2003) — українська волейболістка, догравальний. У 2019 році захищала кольори збірної України.

## Із біографії
Вихованка лубенської спортивної школи (тренер — Сергій Кириленко). Бронзова призерка чемпіонату України 2017 року серед дівчат 2002 року народження у складі команди Полтавської області.
З 2016 року захищала кольори команди вищої ліги «Полтавчанка». У 2018 році перейшла до складу «Новатора» з Хмельницького, який дебютував у суперлізі, а завершила сезон — у тернопільській «Галичанці». Наступного сезону виступала за новостворений СК «Прометей» з Дніпропетровської області. Чотири сезони грала в студентських командах США. 2025 року стала чемпіонкою Франції у складі «Леваллуа Парі Сен-Клу», а також дебютувала в Лізі чемпіонів ЄКВ.
У 2018 році виступала на юнацькій першості континенту серед дівчат до 17 років у Болгарії. На турнірі була гравцем основного складу української збірної (зіграла 5 матчів, 20 сетів і набрала 50 очок).
У складі національної команди України виступала у відбірковому турнірі на чемпіонат Європи і розіграшу Золотої євроліги 2019 року.

## Клуби
| Роки      | Команди                           |
| --------- | --------------------------------- |
| 2016—2018 | «Полтавчанка» (Полтава)           |
| 2018—2019 | «Новатор» (Хмельницький)          |
| 2018—2019 | «Галичанка» (Тернопіль)           |
| 2019—2020 | СК «Прометей» (Кам'янське)        |
| 2020—2023 | Університет штату Орегон          |
| 2023—2024 | Університет Клемсона              |
| 2024—2025 | «Леваллуа Парі Сен-Клу»           |
| 2025—     | «Футура Джованні» (Бусто-Арсіціо) |

## Досягнення
Чемпіонат Франції
- Перше місце (1): 2025

Кубок України
- Третє місце (2): 2019, 2020

## Статистика
Статистика виступів за клуби української суперліги:
| Сезон   | Клуб                       | Турнір        | Ігри | Сети | Очки | Ср.  | Примітки |
| ------- | -------------------------- | ------------- | ---- | ---- | ---- | ---- | -------- |
| 2018-19 | «Новатор» (Хмельницький)   | Суперліга     | 20   | 72   | 210  | 2,92 |          |
|         | «Новатор» (Хмельницький)   | Кубок України | 6    | 20   | 62   | 3,1  |          |
|         | «Галичанка» (Тернопіль)    | Суперліга     | 14   | 49   | 145  | 2,92 |          |
|         | «Галичанка» (Тернопіль)    | Кубок України | 2    | 6    | 13   | 2,17 |          |
| 2019-20 | СК «Прометей»              | Суперліга     | 21   | 46   | 100  | 2,17 |          |
|         | СК «Прометей»              | Кубок України | 7    | 20   | 48   | 2,4  |          |
|         | СК «Прометей» (Кам'янське) | Кубок виклику | 2    | 3    | 1    | 0,33 |          |
| Всього  | Всього                     | Всього        | 72   | 216  | 579  | 2,68 |          |

- Ср. — середній показник результативності за один сет.

В єврокубках:
| Сезон   | Клуб                    | Турнір         | Ігри | Сети | Очки | Ср.  | Примітки |
| ------- | ----------------------- | -------------- | ---- | ---- | ---- | ---- | -------- |
| 2019-20 | СК «Прометей»           | Кубок виклику  | 2    | 3    | 1    | 0,33 |          |
| 2024-25 | «Леваллуа Парі Сен-Клу» | Ліга чемпіонів | 6    | 20   | 52   | 2,6  |          |